# Rémi Waterhouse
Rémi Waterhouse (* 29. Januar 1956 in Paris; † 21. September 2014 ebenda) war ein französischer Drehbuchautor, der auch als Filmregisseur und Filmschauspieler tätig war.

## Leben
Waterhouse kam als Sohn einer französischen Mutter und eines britischen Vaters in Paris zur Welt. Sein Großvater war der Schauspieler, Regisseur und Autor Jacques Brunius (1906–1967), seine Großtante Regisseurin Yannick Bellon. Zum Film kam Waterhouse als Mitarbeiter von Alberto Cavalcanti. Es folgten in den 1970er-Jahren kleine Nebenrollen unter anderem in Bellons Das Ende der Nacht, bevor Waterhouse sich endgültig dem Schreiben zuwandte. Für Bellon hatte Waterhouse bereits 1974 am Drehbuch von Befreiung aus der Ehe mitgearbeitet. Es folgten weitere Drehbücher für Filme Bellons, darunter für La triche (1984), Wilde Kinder (1989) und L’affût (1991).
Mit La conquête des étages drehte Waterhouse 1986 seinen ersten Kurzfilm als Regisseur. Der Kurzdokumentarfilm wurde 1987 auf dem Festival du film de patrimoine und den Festival du film scientifique de Palaiseau ausgezeichnet. Seinen Durchbruch als Drehbuchautor erlebte Waterhouse mit dem 1996 erschienenen Film Ridicule – Von der Lächerlichkeit des Scheins von Patrice Leconte. Für den Historienfilm, dessen Szenario bereits 1994 entstanden war, wurde er 1997 für einen César in der Kategorie Bestes Drehbuch nominiert. Waterhouse veröffentlichte das Skript zu Ridicule – Von der Lächerlichkeit des Scheins unter dem Titel Ridicule parallel zur Entstehung des Films auch als Roman; das Buch erschien 1996 bei Éditions Le pré aux clercs.
Waterhouse veröffentlichte 1999 Je règle mon pas sur le pas de mon père, sein Langfilmregiedebüt. Die Filmkomödie mit Guillaume Canet in der Hauptrolle, für die Waterhouse mit dem befreundeten Arzt Eric Vicaut das Drehbuch schrieb, wurde mehrfach ausgezeichnet. Mit Vicaut arbeitete Waterhouse auch an seinem zweiten und letzten Langfilm, Mille millièmes, zusammen, der jedoch ein Misserfolg wurde. Es folgten einige wenige Drehbücher für Film und Fernsehen. Waterhouse verstarb 2014 im Alter von 58 nach langer Krankheit und wurde auf dem Friedhof Père-Lachaise beigesetzt.

## Filmografie
Wenn nicht anders angegeben, als Drehbuchautor:
- 1974: Befreiung aus der Ehe (La femme de Jean) – auch Schauspieler
- 1976: Jamais plus toujours – als Schauspieler
- 1978: Das Ende der Nacht (L’amour violé) – als Schauspieler
- 1984: La triche
- 1986: La conquête des étages (Kurzfilm) – als Regisseur
- 1987: L’homme qui n’était pas là
- 1989: Wilde Kinder (Les enfants du désordre)
- 1991: L’affût
- 1994: Association de bienfaiteurs (TV-Mehrteiler, 6 Folgen)
- 1996: Ridicule – Von der Lächerlichkeit des Scheins (Ridicule)
- 1997: Avocat d’office (TV-Serie, eine Folge)
- 1999: Je règle mon pas sur le pas de mon père – auch Regisseur
- 2001: Absolument fabuleux
- 2002: Mille millièmes – auch Regisseur
- 2009: Le dernier vol
- 2010: La marquise des ombres (TV)
- 2013: Manon Lescaut (TV)

## Auszeichnungen
- 1997: César-Nominierung, Bestes Drehbuch, für Ridicule – Von der Lächerlichkeit des Scheins
- 1999: Prix Madame Figaro und Nominierung Grand Prix, Festival du Film de Paris, für Je règle mon pas sur le pas de mon père
- 1999: Grand Prix und Publikumspreis, Festival international du film de comédie de l’Alpe d’Huez, für Je règle mon pas sur le pas de mon père